# Instituto del Petróleo (estación)
Instituto del Petróleo es una de las estaciones que forman parte del Metro de la Ciudad de México, es la correspondencia de la Línea 5 y la Línea 6. Se ubica al norte de la Ciudad de México, en la alcaldía Gustavo A. Madero.

## Información general
Su símbolo es una torre petrolera y debe su nombre a estar situada frente al Instituto Mexicano del Petróleo. Esta estación sirve de correspondencia entre las líneas 5 y 6, cuya característica principal es que ambas estaciones están muy separadas entre sí, por lo cual su transbordo es muy largo; la estación de línea 5 está sobre el Eje Central Lázaro Cárdenas (Avenida de los Cien Metros), mientras que la de línea 6 se ubica sobre la calle de Poniente 134, a unos 200 metros del encuentro de estas dos vialidades.
Esta estación funcionó como terminal de la línea 6 desde su inauguración en diciembre de 1983, comprendiendo el tramo El Rosario-Instituto del Petróleo, hasta que en julio de 1986 fue ampliada a Martín Carrera.

### Afluencia
En 2014, Instituto del Petróleo se convirtió en la novena estación con menor afluencia en la red, al registrar sólo 15,822 pasajeros en promedio en día laborable, contabilizados en la Línea 6 y 24,664 usuarios en la Línea 5.
- Total: 1,191,589
- Promedio diario: 3,265
- Mínima: 663
- Máxima: 6,082

Y así se ha visto la afluencia de la estación (por línea) en los últimos 10 años:
| Afluencia Anual de Pasajeros (Línea 5) | Afluencia Anual de Pasajeros (Línea 5) | Afluencia Anual de Pasajeros (Línea 5) | Afluencia Anual de Pasajeros (Línea 5) | Afluencia Anual de Pasajeros (Línea 5) | Afluencia Anual de Pasajeros (Línea 5) |
| -------------------------------------- | -------------------------------------- | -------------------------------------- | -------------------------------------- | -------------------------------------- | -------------------------------------- |
| Año                                    | Afluencia                              | A Diario                               | Ranking Anual                          | Aumento%                               | Ref.                                   |
| 2024                                   | -                                      | -                                      | -                                      | -                                      |                                        |
| 2023                                   | 1,789,207                              | 4,901                                  | 164°/195                               | +10.27%                                | [ 1 ]                                  |
| 2022                                   | 1,622,528                              | 4,445                                  | 162°/195                               | +43.12%                                | [ 1 ]                                  |
| 2021                                   | 1,133,656                              | 3,105                                  | 169°/195                               | -8.82%                                 | [ 4 ]                                  |
| 2020                                   | 1,243,272                              | 3,396                                  | 179°/195                               | -43.88%                                | [ 5 ]                                  |
| 2019                                   | 2,215,325                              | 6,069                                  | 180°/195                               | +1.85%                                 | [ 6 ]                                  |
| 2018                                   | 2,175,015                              | 5,958                                  | 181°/195                               | +7.94%                                 | [ 7 ]                                  |
| 2017                                   | 2,014,941                              | 5,520                                  | 184°/195                               | +1.17%                                 | [ 8 ]                                  |
| 2016                                   | 1,991,703                              | 5,441                                  | 184°/195                               | -3.48%                                 | [ 9 ]                                  |
| 2015                                   | 2,063,423                              | 5,653                                  | 173°/195                               | -0.14%                                 | [ 10 ]                                 |

| Afluencia Anual de Pasajeros (Línea 6) | Afluencia Anual de Pasajeros (Línea 6) | Afluencia Anual de Pasajeros (Línea 6) | Afluencia Anual de Pasajeros (Línea 6) | Afluencia Anual de Pasajeros (Línea 6) | Afluencia Anual de Pasajeros (Línea 6) |
| -------------------------------------- | -------------------------------------- | -------------------------------------- | -------------------------------------- | -------------------------------------- | -------------------------------------- |
| Año                                    | Afluencia                              | A Diario                               | Ranking Anual                          | Aumento%                               | Ref.                                   |
| 2024                                   | -                                      | -                                      | -                                      | -                                      |                                        |
| 2023                                   | 962,394                                | 2,636                                  | 178°/195                               | +10.61%                                | [ 1 ]                                  |
| 2022                                   | 870,085                                | 2,383                                  | 173°/175                               | +71.65%                                | [ 1 ]                                  |
| 2021                                   | 506,888                                | 1,388                                  | 192°/195                               | -10.41%                                | [ 4 ]                                  |
| 2020                                   | 565,763                                | 1,545                                  | 193°/195                               | -52.17%                                | [ 5 ]                                  |
| 2019                                   | 1,182,817                              | 3,240                                  | 193°/195                               | -3.29%                                 | [ 6 ]                                  |
| 2018                                   | 1,222,993                              | 3,350                                  | 192°/195                               | -5.44%                                 | [ 7 ]                                  |
| 2017                                   | 1,293,320                              | 3,543                                  | 192°/195                               | -3.60%                                 | [ 8 ]                                  |
| 2016                                   | 1,341,565                              | 3,665                                  | 192°/195                               | -8.33%                                 | [ 9 ]                                  |
| 2015                                   | 1,463,420                              | 4,009                                  | 182°/195                               | +11.31%                                | [ 10 ]                                 |

## Conectividad

### Salidas
- Por línea 5 al nororiente: Avenida de los 100 Metros y Masagua, Colonia Valle del Tepeyac.
- Por línea 5 al norponiente: Avenida de los 100 Metros y Masagua, Colonia Valle del Tepeyac.
- Por línea 5 al suroriente: Avenida de los 100 Metros y Otavalo, Pueblo San Bartolo Atepehuacan.
- Por línea 5 al surponiente: Avenida de los 100 Metros y Poniente 128, Pueblo San Bartolo Atepehuacan.
- Por línea 6 al norte: Avenida Poniente 134, Col. U.H. Lindavista-Vallejo.
- Por línea 6 al sur: Avenida Poniente 134 y Entrada al Instituto Mexicano del Petróleo, Col. U.H. Lindavista-Vallejo.

### Conexiones
Existen conexiones con las estaciones y paradas de diversos sistemas de transporte:
Centro y Estaciones de Transferencia Multimodal (CETRAM)
- CETRAM Politécnico.

Metrobús de la Ciudad de México:
- Línea 6 del Metrobús de la Ciudad de México (El Rosario / Villa de Aragón):
  - Lindavista-Vallejo (a distancia).
  - Instituto del Petróleo.

Servicio de Transportes Eléctricos de La Ciudad de México:
- Línea 1 del Trolebús de la Ciudad de México (Central del Norte / Central del Sur):
  - Instituto del Petróleo.
- Línea 8 del Trolebús de la Ciudad de México (Circuito Politécnico):
  - Montevideo (a distancia).

Red de Transportes de Pasajeros
- Módulo 6 Alcaldía Gustavo A. Madero:
  - Ruta 23 (Col. El Tepetatal (El Charco)-La Raza).
  - Ruta 27-A (Reclusorio Norte-Hidalgo/Alameda Central)
  - Ruta 103 (Ampliación Malacates-La Raza).